# Periklís Argyrópoulos (1810-1860)
Pour les articles homonymes, voir Periklis Argyropoulos, Famille Argyropoulos et Argyropoulos.
Periklís Argyrópoulos (grec moderne : Περικλής Αργυρόπουλος) est né en 1809 à Constantinople, dans l’Empire ottoman, et décédé en 1860 à Athènes, dans le royaume de Grèce. C’est un professeur de droit et un homme politique grec d’origine phanariote qui a été plusieurs fois ministre.

## Biographie
Fils de Iácobos Argyrópoulos (1774-1850), ministre ottoman à Berlin et Grand Dragoman, et arrière-grand-père de la princesse Aspasía de Grèce, Periklís Argyrópoulos fuit l’Empire ottoman avec sa famille en 1830. Après des études en France, il devient professeur de droit administratif à l’Université d’Athènes (1833), puis doyen de l’Université (1838-1841) et enfin recteur de l’Université (1852-1853). Il est le père de Iácobos Argyrópoulos (1845-1923).
De 1854 à 1855, il est nommé ministre des Affaires étrangères et ecclésiastiques du gouvernement d’Aléxandros Mavrokordátos. En 1859, il est finalement élu député au Parlement.